# Armand Mercier du Paty de Clam
Armand Mercier du Paty de Clam (1853-1916) foi um comandante e depois tenente-coronel do exército francês. Pertencente ao 3º gabinete do Estado-Maior do Exército, foi o principal acusador de Alfred Dreyfus em 1894. Encarregado do inquérito movido a Dreyfus, foi ele que teve a ideia do ditado e da moléstia do prisioneiro durante o encarceramento. Permaneceu um antidreyfusard até ao fim do processo.